# Asplenium nidiforme
Asplenium nidiforme är en svartbräkenväxtart som beskrevs av Cornelis Rugier Willem Karel van Alderwerelt van Rosenburgh. Asplenium nidiforme ingår i släktet Asplenium och familjen Aspleniaceae. Inga underarter finns listade.